# 胡泳
胡泳（?—?），字伯量，南宋南康军建昌（今江西南城县）人。
早年師從朱熹，读书於白鹿洞书院，是朱熹晚年的弟子。不樂仕進，學者稱爲“洞源先生”。嘉定年間任书院堂长，曾与李燔、余宋杰、蔡念成等联讲会於庐阜。並立有鄉約。著有《四書衍說》。